# Johnny McDowell
John Maxwell „Johnny“ McDowell (* 29. Januar 1915 in Delavan, Illinois; † 8. Juni 1952 in Milwaukee, Wisconsin) war ein US-amerikanischer Autorennfahrer.

## Karriere
Johnny McDowell war in den 1930er-Jahren Rennmechaniker und Amateurrennfahrer. Er fuhr Midget-Car-Rennen und arbeitete als Rennmechaniker für das Rennteam von Frank Wearne, dessen Fahrzeuge auch beim 500-Meilen von Indianapolis am Start waren. 
In den 1940er-Jahren wurde McDowell Profirennfahrer und gehörte zu den besten US-amerikanischen Midget-Piloten. Viermal war McDowell als Fahrer beim Indy 500 am Start. Platzierungen auf den vorderen Rängen konnte er aber nicht erzielen. 1949 gab er sein Debüt und nur zwei Wochen nach seinem letzten Start bei diesem Rennen 1952 verunglückte er beim Qualifikationstraining zur Milwaukee Mile tödlich.
Da das 500-Meilen-Rennen von 1950 bis 1960 zur Formel-1-Weltmeisterschaft gehörte, stehen bei McDowell drei Rennstarts in der Statistik. Punkte für die Weltmeisterschaft konnte er nicht erreichen.

## Statistik

### Indy-500-Ergebnisse
| Jahr | Startnr. | Start | Qual (km/h) | Ergebnis | Runden | Führung | Ausfall       |
| ---- | -------- | ----- | ----------- | -------- | ------ | ------- | ------------- |
| 1949 | 32       | 28    | 202,968     | 18       | 142    | 0       | Magnetzündung |
| 1950 | 62       | 33    | 208,697     | 18       | 128    | 0       |               |
| 1951 | 12       | 26    | 213,171     | 32       | 15     | 0       | Tankleck      |
| 1952 | 31       | 33    | 215,520     | 21       | 182    | 0       |               |

| Legende  | Legende            | Legende                                                          |
| Farbe    | Abkürzung          | Bedeutung                                                        |
| -------- | ------------------ | ---------------------------------------------------------------- |
| Gold     | –                  | Sieg                                                             |
| Silber   | –                  | 2. Platz                                                         |
| Bronze   | –                  | 3. Platz                                                         |
| Grün     | –                  | Platzierung in den Punkten                                       |
| Blau     | –                  | Klassifiziert außerhalb der Punkteränge                          |
| Violett  | DNF                | Rennen nicht beendet (did not finish)                            |
| Violett  | NC                 | nicht klassifiziert (not classified)                             |
| Rot      | DNQ                | nicht qualifiziert (did not qualify)                             |
| Rot      | DNPQ               | in Vorqualifikation gescheitert (did not pre-qualify)            |
| Schwarz  | DSQ                | disqualifiziert (disqualified)                                   |
| Weiß     | DNS                | nicht am Start (did not start)                                   |
| Weiß     | WD                 | zurückgezogen (withdrawn)                                        |
| Hellblau | PO                 | nur am Training teilgenommen (practiced only)                    |
| Hellblau | TD                 | Freitags-Testfahrer (test driver)                                |
| ohne     | DNP                | nicht am Training teilgenommen (did not practice)                |
| ohne     | INJ                | verletzt oder krank (injured)                                    |
| ohne     | EX                 | ausgeschlossen (excluded)                                        |
| ohne     | DNA                | nicht erschienen (did not arrive)                                |
| ohne     | C                  | Rennen abgesagt (cancelled)                                      |
| ohne     | keine WM-Teilnahme |                                                                  |
| sonstige | P/fett             | Pole-Position                                                    |
| sonstige | 1/2/3/4/5/6/7/8    | Punktplatzierung im Sprint-/Qualifikationsrennen                 |
| sonstige | SR/kursiv          | Schnellste Rennrunde                                             |
| sonstige | *                  | nicht im Ziel, aufgrund der zurückgelegten Distanz aber gewertet |
| sonstige | ()                 | Streichresultate                                                 |
| sonstige | unterstrichen      | Führender in der Gesamtwertung                                   |